# 張燈
張燈（1511年—？），字文輝，江西饒州府浮梁縣人，民籍，明朝政治人物。

## 生平
嘉靖二十五年（1546年）丙午科順天府鄉試第一百二十九名舉人。嘉靖二十九年（1550年）中式庚戌科會試第三百八名，三甲第一百二十二名進士。兵部观政，授湘阴县知县，三十五年六月选授刑科给事中，三十六年八月升兵科右，出为河南按察司副使，官至浙江右参政。

## 家族
曾祖張仕寧；祖父張滸；父張樂，母鄭氏。永感下。兄炫、燘、炣、美、炽。弟熖、爖。